# George Amiroutzes
George Amiroutzes (în greacă Γεώργιος Αμιρουτζής; n. 1400, Trabzon⁠(d) – d. 1470, Constantinopol, Imperiul Otoman) a fost un savant, filozof și funcționar public renascentist grec pontic de la sfârșitul epocii bizantine. A fost lăudat și respectat pentru cunoștințele sale remarcabile, nu numai de teologie și filozofie, ci și de științele naturii, medicină, retorică și poezie, ceea ce i-a adus epitetul „Filozoful” (o Φιλόσοφος). El este un personaj istoric controversat datorită contribuției sale la ocuparea Trapezuntului de către otomani (1461) și a comportamentului său ulterior ca slujitor al sultanului Mehmed al II-lea. 

## Biografie
El s-a născut în Trapezunt (Trebizonda). Prima sa menționare în documentele istorice a fost în calitate de consilier laic al delegației imperiale de la Trebizonda la Conciliul de la Ferrara-Florența. Acolo, el a susținut cu tărie unirea bisericilor, dar după revenirea la Constantinopol a făcut declarații împotriva primatului papal și a adaosului Filioque. Potrivit unui document papal i s-au dat 100 de florini protonotarios-ului George sub formă de ajutor bănesc; s-a presupus astfel că Amiroutzes a fost mituit pentru a sprijini unirea bisericilor.
Arhivele genoveze menționează că Amiroutzes a condus o misiune diplomatică în numele împăratului Ioan al IV-lea al Trapezuntului pentru încheierea unei alianțe matrimoniale între un membru al familiei imperiale bizantine Comnen și o fiică a dogelui genovez Lodovico di Campofregoso.
Cu toate acestea, el a fost denunțat de conaționalii săi greci ca oportunist, trădător și renegat pentru că avea relații apropiate cu sultanul Mahomed Cuceritorul. Amiroutzes era un nepot al marelui vizir Mahmud Pașa al Imperiului Otoman și, în timp ce servea ca protovestiarios, a contribuit la grăbirea căderii Imperiului din Trapezunt ca urmare a faptului că l-a convins pe împăratul David să se predea otomanilor pentru a preveni uciderea supușilor săi. Mahomed i-a trimis pe împărat, familia sa și nobili (inclusiv Amiroutzes) la Constantinopol pe una dintre navele sale. El i-a împărțit pe locuitorii rămași ai Trapezuntului în trei clase: localnicii primei clase au devenit slujitorii și sclavii lui Mahomed și ai demnitarilor săi, localnicii din cea de-a doua clasă au fost transportați la Constantinopol pentru a locui acolo, iar cei din a treia clasă au fost exilați din oraș.
După câțiva ani mai târziu, fostul împărat David a fost executat. Istoria tradițională relatează că David a primit o scrisoare de la nepoata sa, Theodora, soția lui Uzun Hasan, șahinșahul statului turcoman Agqoyunlu, prin care cerea ca unul dintre fiii săi sau nepotul său, Alexios, să fie trimis la ea. Această scrisoare a căzut în mâinile lui Amiroutzes, care i-a înmânat-o sultanului Mahomed pentru a-și arăta loialitatea față de el. Sultanul a pretins că acea scrisoare este o dovadă a trădării și i-a executat pe incomodul fost împărat și pe fiii săi.
George Amiroutzes însuși a fost foarte popular la Curtea otomană și unul dintre sfetnicii lui Mahomed Cuceritorul cu privire la creștinism și filozofia greco-romană. El a fost împroprietărit cu pământ de către sultanul otoman și unul dintre fiii săi, numit după Mahomed Cuceritorul, a fost însărcinat cu scriptoria greacă în imperiu.
După ce Atena a căzut în stăpânirea armatelor otomane, Amiroutzes s-a îndrăgostit de una dintre prizoniere, văduva ultimului duce al Atenei. El a dorit să se căsătorească cu ea, în ciuda faptului că avea deja o soție, care-i născuse copii. Atunci când patriarhul Ioasaf Kokkas a refuzat să-și dea acordul pentru încheierea acestei căsătorii, Amiroutzes, ajutat de vărul său, Mahmud Pașa, a pus la cale destituirea patriarhului și apoi l-a obligat să-și radă barba ca pedeapsă. El l-a pedepsit, de asemenea, pe înaltul demnitar bisericesc, pe care a încercat fără succes să-l mituiască pentru a-l convinge pe patriarh să permită încheierea căsătoriei, prin tăierea nasului. Amiroutzes a murit în timpul unui joc de zaruri.

## Scrieri
- Dialogus de fide
- Scrisoare către Bessarion cu privire la Căderea Trebizondei
- mai multe poeme dedicate lui Mahomed al II-lea și altor persoane
- Scrisori către Theodore Agallianos despre cartea On Providence a lui Agallianos
- scrisori dubioase cu privire la Conciliul de la Florența